# NGC 378
NGC 378 is een balkspiraalstelsel in het sterrenbeeld Beeldhouwer. Het hemelobject ligt ongeveer 428 miljoen lichtjaar van de Aarde verwijderd en werd op 28 september 1834 ontdekt door de Britse astronoom John Herschel.

## Synoniemen
- PGC 3907
- ESO 412-5
- MCG -5-3-24
- AM 0103-302
- IRAS01038-3026